# Hyttegöl (Odensvi socken, Småland)
Hyttegöl är en sjö i Västerviks kommun i Småland och ingår i Storån-Botorpsströmmens kustområde. Sjön har en area på 0,165 kvadratkilometer och ligger 51,2 meter över havet.

## Delavrinningsområde
Hyttegöl ingår i det delavrinningsområde (642424-152688) som SMHI kallar för Inloppet i Rummen. Medelhöjden är 85 meter över havet och ytan är 2,57 kvadratkilometer. Räknas de 3 avrinningsområdena uppströms in blir den ackumulerade arean 21,57 kvadratkilometer. Avrinningsområdets utflöde mynnar i havet. Avrinningsområdet består mestadels av skog (54 procent), öppen mark (16 procent) och jordbruk (21 procent). Avrinningsområdet har 0,16 kvadratkilometer vattenytor vilket ger det en sjöprocent på 6,3 procent.